# 귀족원 (프랑스)

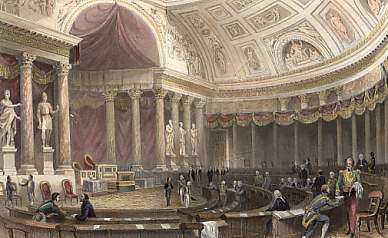
뤽상부르 궁전의 귀족원 (1841)

귀족원(프랑스어: Chambre des Pairs)은 1814년부터 1848년까지 프랑스 의회의 상원이었다.

## 역사
프랑스의 귀족제는 부르봉 왕정복고와 함께 1814년 헌장에 의해 되살아나게 되었다. 새로운 귀족원(Chamber of Peers)은 영국의 귀족원(House of Lords)과 비슷하게 만들어졌으며, 뤽상부르 궁전에서 모임을 가졌다.
이 새로운 귀족원은 프랑스 의회의 상원 역할을 수행했다. 출범 당시 귀족원은 154명으로 구성되었는데, 여기에는 기독교 작위(Reim, Langre, Châlon)와 평신도 작위를 가지고 혁명에서 살아남은 자들(외국인인 Duke of Richmond가 가지고 있었던 Duchy of Aubigny 작위는 제외)이 포함되었다. 열 세 개의 작위는 또한 고위 성직자들이었다.
새로운 구성원들은 왕에 의해 수적인 제한 없이 임명되었다. 이러한 작위는 왕의 뜻에 따라 종신으로 수여되거나, 세습될 수도 있었다. 왕족의 모든 남자들과 선왕의 남계의 모든 후손(princes du sang)은 태어날 때부터 귀족원의 구성원이 되었다. 그러나 그럼에도 불구하고 귀족원의 회기마다 그들은 왕의 명시적인 허가를 얻어야 모임에 참석할 수 있었다.
초기에 오직 세습 귀족들과 교회의 고위 성직자들로 구성되었던 귀족원은 1830년 7월 혁명 이후에는 남자들이 종신직으로 임명되는 곳이 되었다. 1848년 혁명에서 귀족원은 해산되고 프랑스의 귀족제는 확실하게 사라졌다.

## 같이 보기
- 영국 상원